# Asylum (album de Kiss)
Pour les articles homonymes, voir Asylum.
Albums de Kiss
Animalize
(1984) Crazy Nights
(1987)
Asylum est le 13e album studio du groupe américain Kiss sorti en 1985. Il marque les débuts du guitariste Bruce Kulick, qui a joué avec le groupe lors de la tournée Animalize et qui a officiellement remplacé Mark St. John en septembre 1984. Il fut le troisième guitariste soliste depuis le départ de Ace Frehley fin 1982. Cette nouvelle formation avec Paul Stanley, Gene Simmons, Eric Carr et Bruce Kulick aura durée 6 ans jusqu'à la mort d'Eric Carr en novembre 1991.
Paul Stanley déclara en 1987 sur la vidéo eXposed que l'album fut certifié disque de platine, bien que la base de données RIAA mentionne que l'album fut certifié disque d'or.
Les couleurs des lèvres sur la couverture représentent les couleurs des quatre albums studio en solo de Kiss en 1978: rouge pour Gene Simmons, violet pour Paul Stanley, bleu pour le guitariste (ici Kulick, Ace Frehley en 78) et vert pour le batteur (ici Carr, Peter Criss en 78).
Les trois vidéos de l'album ont été filmées à Londres en Angleterre.
Tears Are Falling a été la seule chanson de l'album à être régulièrement jouée en live à travers les années. Comme beaucoup de chansons du groupe au milieu des années 1980, la chanson a été rarement jouée après la réunion de la composition originale du groupe, malgré un retour en grâce au cours de la tournée Rock the Nation Live! en 2004. Tears Are Falling et Uh! All Night étaient les seuls titres de l'album à figurer de manière régulière sur la setlist de la tournée promotionnelle d'Asylum. King of the Mountain et Anyway You Slice It ont été jouées occasionnellement lors des premières dates de cette tournée avant d'être abandonnées pour de bon.

## Liste des titres
Vinyle – Mercury Records (422-826 099-1 M-1,  États-Unis)

### Face A
| No  | Titre                  | Auteur                                    | Chanteur(s)  | Durée |
| --- | ---------------------- | ----------------------------------------- | ------------ | ----- |
| A1. | King of the Mountain   | Paul Stanley, Desmond Child, Bruce Kulick | Paul Stanley | 4:20  |
| A2. | Any Way You Slice It   | Gene Simmons, Howard Rice                 | Gene Simmons | 4:03  |
| A3. | Who Wants to Be Lonely | Stanley, Child, Jean Beauvoir             | Paul Stanley | 4:02  |
| A4. | Trial By Fire          | Paul Stanley, Bruce Kulick                | Gene Simmons | 3:26  |
| A5. | I'm Alive              | Stanley, Child, Kulick                    | Paul Stanley | 3:46  |

### Face B
| No  | Titre                  | Auteur                           | Chanteur(s)  | Durée |
| --- | ---------------------- | -------------------------------- | ------------ | ----- |
| B1. | Love's a Deadly Weapon | Stanley, Simmons, Swenson, Beech | Gene Simmons | 3:32  |
| B2. | Tears Are Falling      | Paul Stanley                     | Paul Stanley | 3:56  |
| B3. | Secretly Cruel         | Gene Simmons                     | Gene Simmons | 3:44  |
| B4. | Radar for Love         | Paul Stanley, Desmond Child      | Paul Stanley | 4:01  |
| B5. | Uh! All Night          | Stanley, Child, Beauvoir         | Paul Stanley | 4:04  |

## Composition du groupe
- Paul Stanley – chants, guitare rythmique
- Gene Simmons – chants, basse
- Bruce Kulick – guitare solo
- Eric Carr – batterie, percussions, chœurs

## Musiciens additionnels
- Jean Beauvoir – basse & chœurs sur Who Wants To Be Lonely & Uh! All Night.

## Charts
| Pays        | Chart              | Meilleure position | Réf    |
| ----------- | ------------------ | ------------------ | ------ |
| États-Unis  | Billboard 200      | 20                 | [ 5 ]  |
| Norvège     | VG-lista           | 11                 | [ 6 ]  |
| Pays-Bas    | Dutch Top 40       | 34                 | [ 7 ]  |
| Royaume-Uni | UK Albums Chart    | 12                 | [ 8 ]  |
| Suède       | Sverigetopplistan  | 3                  | [ 9 ]  |
| Suisse      | Swiss Music Charts | 15                 | [ 10 ] |

## Récompenses
| Date             | Pays       | Industrie | Récompense | Ventes    | Réf    |
| ---------------- | ---------- | --------- | ---------- | --------- | ------ |
| 13 novembre 1986 | États-Unis | RIAA      | Platine    | 1 000 000 | [ 3 ]  |
| 29 novembre 1985 | Canada     | CRIA      | Or         | 50 000    | [ 11 ] |